# Colville Young
Colville Norbert Young (ur. 20 listopada 1932 w Belize City) – belizeński polityk, Gubernator generalny Belize od 17 listopada 1993 do 30 kwietnia 2021. Studiował na University of York. Jest członkiem Zjednoczonej Partii Demokratycznej.